# 1445
1445 (MCDXLV) fue un año común comenzado en viernes del calendario juliano.

## Acontecimientos
- 19 de mayo - Juan II, con ayuda de su valido, Álvaro de Luna, vence en la batalla de Olmedo a la liga nobiliaria encabezada por el infante Enrique de Aragón.
- Íñigo López de Mendoza recibe los títulos de marqués de Santillana y Conde del Real de Manzanares.
- Acaba el Concilio de Ferrara.
- Juan Hunyadi es nombrado gobernador de Hungría.

## Arte y literatura
- Fecha aproximada del Cancionero de Baena.
- Stefan Lochner pinta el retablo con la Adoración del Niño Jesús.

## Nacimientos
- 1 de marzo - Sandro Botticelli, pintor renacentista italiano.

## Fallecimientos
- Pedro Enríquez, obispo de Mondoñedo y tataranieto del rey Alfonso XI de Castilla.